# Een bizarre samenloop van omstandigheden
Een bizarre samenloop van omstandigheden is een Nederlandse korte film uit 2011. De film bevat live action en animatie en is een eindexamenfilm van de Nederlandse Film en Televisie Academie, geproduceerd in samenwerking met BNN in het kader van Filmlab. De film haalde de derde plaats bij de NCP Publieksprijs 2011.

## Verhaal
2011: Ferdy Bloksma, een bouwvakker die meewerkt aan de Noord-Zuidlijn, komt te laat op zijn werk omdat hij de nacht ervoor met oordopjes in heeft moeten slapen vanwege het lawaai van zijn buren, maar hierdoor zijn wekker niet hoorde afgaan. Na een uitbrander van zijn baas begint hij met zijn werk op de graafmachine, maar vanwege zijn slechte nachtrust dommelt hij in achter het stuur en ramt de tunnelbuis, waardoor een rioolbuis net erachter lek raakt.
1943: Erich Reinhart, een Duitse soldaat in de Tweede Wereldoorlog, ontvangt van zijn verloofde een brief waarin ze hun relatie beëindigt. Verslagen door dit nieuws komt hij vervolgens te laat op appel en moet voor straf tot diep in de nacht de schoenen van zijn peloton poetsen. Net als Erich eindelijk wil gaan slapen, moet hij mee als bemanningslid van een bommenwerper voor een verkenningsvlucht naar Engeland. In het vliegtuig sukkelt Erich in slaap en laat zo per ongeluk een 1000 ponds vliegtuigbom boven Amsterdam vallen. De bom blijkt echter een blindganger en blijft tot op de dag van vandaag onopgemerkt onder de stad liggen.
1649: Amsterdam is in aanbouw. Jacob van Deyck moet heipalen gaan halen waar het Paleis op de Dam op gebouwd zal gaan worden. Omdat hij eerder die week in een dronken bui per ongeluk zijn zwager heeft gedood, neemt hij diens zoontje mee op zijn reis. De hele reis doet Jacob geen oog dicht door het constante gitaarspel van de jongen. Derhalve kiest hij, geplaagd door vermoeidheid, per ongeluk een ongeschikte houtsoort voor de heipalen. Deze houtsoort veroorzaakt in combinatie met de moerassige bodem van Amsterdam een chemische reactie, die een grote gasbel onder de binnenstad tot gevolg heeft.
Terug in het heden schopt een voorbijganger een blikje in het riool. Het blikje valt door het door Ferdy veroorzaakte gat boven op de duizendponder, die hierdoor alsnog afgaat en samen met de gasbel tot de totale verwoesting van de Amsterdamse binnenstad leidt.

## Rolverdeling
- Kees Prins – Verteller
- Ronald van Elderen – Ferdy Bloksma
- Wouter Zweers – Erich Reinhart
- Bert Hana – Jacob van Deyck
- Werner Koenen – Ferdy’s baas
- Peter Post – majoor
- Marieke Westenenk – Erichs vriendin
- Wienand Omta – Gespierde man
- Wart Kamps – Jacobs zwager
- Fockeline Ouwerkerk – Jacobs zus
- Abel Jongsma – Jacobs neefje

## Achtergrond
Tijdens de aftiteling van de film wordt het lied Aan de Amsterdamse grachten gespeeld.